# ATC-kod V04: Diagnostiska medel
ATC-kod V04: Diagnostiska medel är en del av klassificeringssystemet ATC (Anatomical Therapeutic Chemical Classification System) för läkemedel och vissa andra medicinska produkter. ATC utvecklas av WHO och består av alfanumeriska koder indelade i grupper utifrån anatomi, medicinsk funktion och läkemedelstyp på 5 olika kodnivåer. Denna sida utgör innehållet i en specifik grupp på nivå 2.

## V04B Medel förurintest
Inga undergrupper.

## V04C Övriga diagnostiska medel

### V04CADiabetestester
V04CA01 Tolbutamid
V04CA02 Glukos

### V04CB Tester förfettabsorption
V04CB01 Vitamin A, koncentrat

### V04CC Medel för tömning avgallblåsan
V04CC01 Sorbitol
V04CC02 Magnesiumsulfat
V04CC03 Sinkalid
V04CC04 Ceruletid

### V04CD Medel förhypofysfunktionsprov
V04CD01 Metyrapon
V04CD02 Arginin
V04CD03 Sermorelin
V04CD04 Kortikorelin
V04CD05 Somatorelin

### V04CE Medel förleverfunktionsprov
V04CE01 Galaktos
V04CE02 Sulfobromoftalein

### V04CFTuberkulosdiagnostikum
V04CF01 Tuberkulin

### V04CGVentrikelsekretionstest
V04CG01 Cation exchange resins
V04CG02 Betazol
V04CG03 Histaminfosfat
V04CG04 Pentagastrin
V04CG05 Metyltioninklorid
V04CG30 Koffein och natriumbensoat

### V04CHNjurfunktionstest
V04CH01 Inulin och övriga polyfruktosaner
V04CH02 Indigotin
V04CH03 Fenolrött
V04CH04 Alsaktid
V04CH30 Aminohippursyra

### V04CJTyreoideafunktionstest
V04CJ01 Tyrotropin
V04CJ02 Protirelin

### V04CKPankreasfunktionstest
V04CK01 Sekretin
V04CK02 Kolecystokinin
V04CK03 Bentiromid

### V04CLAllergitest
Inga undergrupper.

### V04CM Tester förfertilitetsstörningar
V04CM01 Gonadorelin

### V04CX Övriga diagnostiska medel
Inga undergrupper.

### Engelska
- WHO Collaborating Centre for Drug Statistics Methodology - ATC Index
- WHO Collaborating Centre for Drug Statistics Methodology - ATCvet Index

### Svenska
- SIL online
- FASS.se - ATC
- FASS.se - Veterinär-ATC
- Sök läkemedelsfakta - Läkemedelsverket
- Socialstyrelsen : Klassifikationer
- Nationellt produktregister för läkemedel - NPL